# موسیقی بین‌النهرین

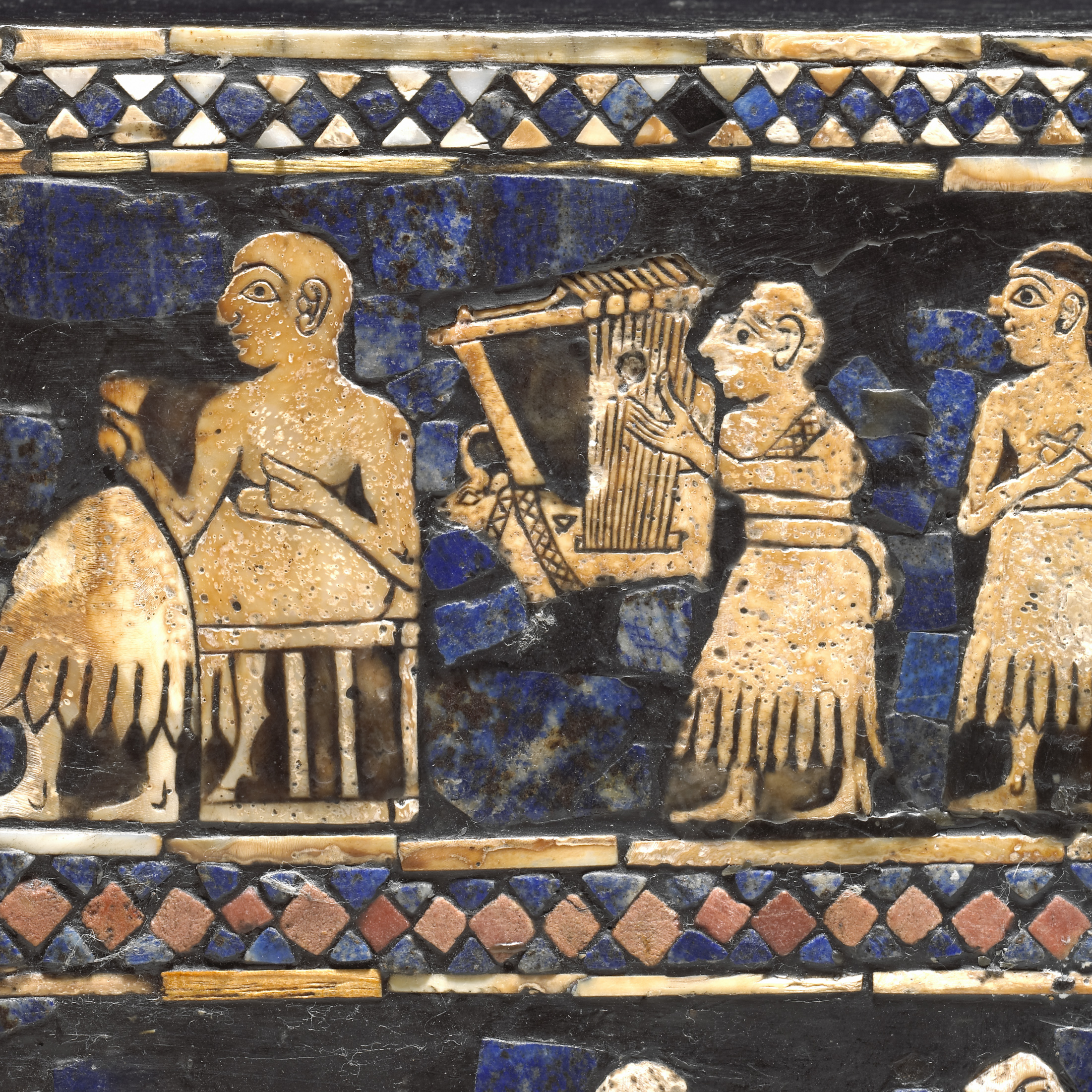
تصویری از یک خواننده و نوازندهٔ چنگ که در ضیافتی مهمانان را سرگرم می‌کنند c. ۲۵۰۰ پیش از دوران مشترک.موسیقی بخشی عادی از زندگی اجتماعی در بین‌النهرین بود. جزئی از پرچم اور. موزه بریتانیا، لندن.

موسیقی در طول تاریخ بین‌النهرین حضوری سراسری داشت و نقش مهمی در هر دو زمینهٔ مذهبی و سکولار ایفا کرد. بین‌النهرین مورد توجه ویژه پژوهشگران است زیرا شواهدی از این منطقه — که شامل مصنوعات، تصاویر هنری و سوابق مکتوب می‌شود — آن را در زمرهٔ اولین فرهنگهایی قرار می‌دهد که به خوبی در تاریخ موسیقی مستند شده‌اند. کشف یک ساز بادیِ استخوانی مربوط به هزاره پنجم پیش از دوران مشترک اولین گواه فرهنگ موسیقی در بین‌النهرین است. تصاویری از موسیقی و نوازندگان در هزاره چهارم پیش از دوران مشترک، و پس از آن، در شهر اوروک، ظاهر می‌شود. پیکتوگرام‌های «چنگ» و «نوازنده» در میان اولین نمونه‌های شناخته‌شده خط وجود دارد.
موسیقی نقشی اساسی در دین بین‌النهرین ایفا می‌کرد و برخی از سازها خود در جایگاه خدایان خُرد در نظر گرفته می‌شدند و اسمهای خاص مانند نینیگیزیبارا به آنها داده می‌شد. استفاده از موسیقی در مناسبت‌های سکولار شامل جشن‌ها، جنگ‌ها و سوگواری — در میان تمام طبقات جامعه رایج بود. ساکنان بین‌النهرین، سازهای کوبه‌ای، بادی و زهی را به هنگام خواندن، می‌نواختند. دستورالعمل نواختن آنها بر روی لوحهای گلی کشف شد. مصنوعات باقی مانده شامل قدیمی‌ترین سازهای زهی شناخته‌شده، چنگ‌های اور، که شامل چنگ سرگاو اور است.
چندین اثر از موسیقی مکتوب باقی مانده است. آهنگ‌های هوری، به ویژه «سرود نیکال»، قدیمی‌ترین موسیقی نت‌نویسی‌شدهٔ شناخته‌شده را نشان می‌دهد. محققان مدرن کوشیده‌اند تا ملودی‌های این آثار را بازآفرینی کنند، اگرچه هیچ اتفاق نظری در مورد نحوهٔ دقیق صدای موسیقی وجود ندارد. بین‌النهرینی‌ها سیستم پیچیده‌ای از تئوری موسیقی و سطحی از آموزش موسیقی داشتند. ‌موسیقی در بین‌ا‌لنهرین بر موسیقی در فرهنگ‌های همسایهٔ دوران باستان مستقر در مصر، شرق و غرب آفریقا و سواحل مدیترانه تأثیر گذاشت و ازآنان تحت تأثیر قرار گرفت.
بسیاری از آنچه محققان در مورد موسیقی بین‌النهرین می‌دانند از لوح‌های گلی به دست آمده است. کاتبان از قلم نی استفاده می‌کردند تا نقش‌های گوه‌مانند در خاک رس خیس ایجاد کنند و لوح‌ها پخته می‌شدند. آنها با استفاده از این خط میخی، متونی را ضبط کردند که ژانرها و عناوین آهنگ‌ها را فهرست می‌کرد و شامل دستورالعمل‌هایی می‌شد که در مورد نحوهٔ نواختن سازها بود و تئوری موسیقی آنها را روشن بیان می‌کرد. محققان با کنار هم چیدن هزاران لوح باقی‌مانده و نیز بررسی آثار هنری و سازهای باقی‌مانده، توانسته‌اند تصویری دقیق از فرهنگ موسیقی بین‌النهرین ارائه دهند.

## موردهای استفاده از موسیقی

### مذهبی
برخی از آیین‌ها شامل خود سازها می‌شدند، که الهی شده بودند و می‌توانستند قربانی حیوانات را به عنوان خدایان دریافت کنند.

### سکولار

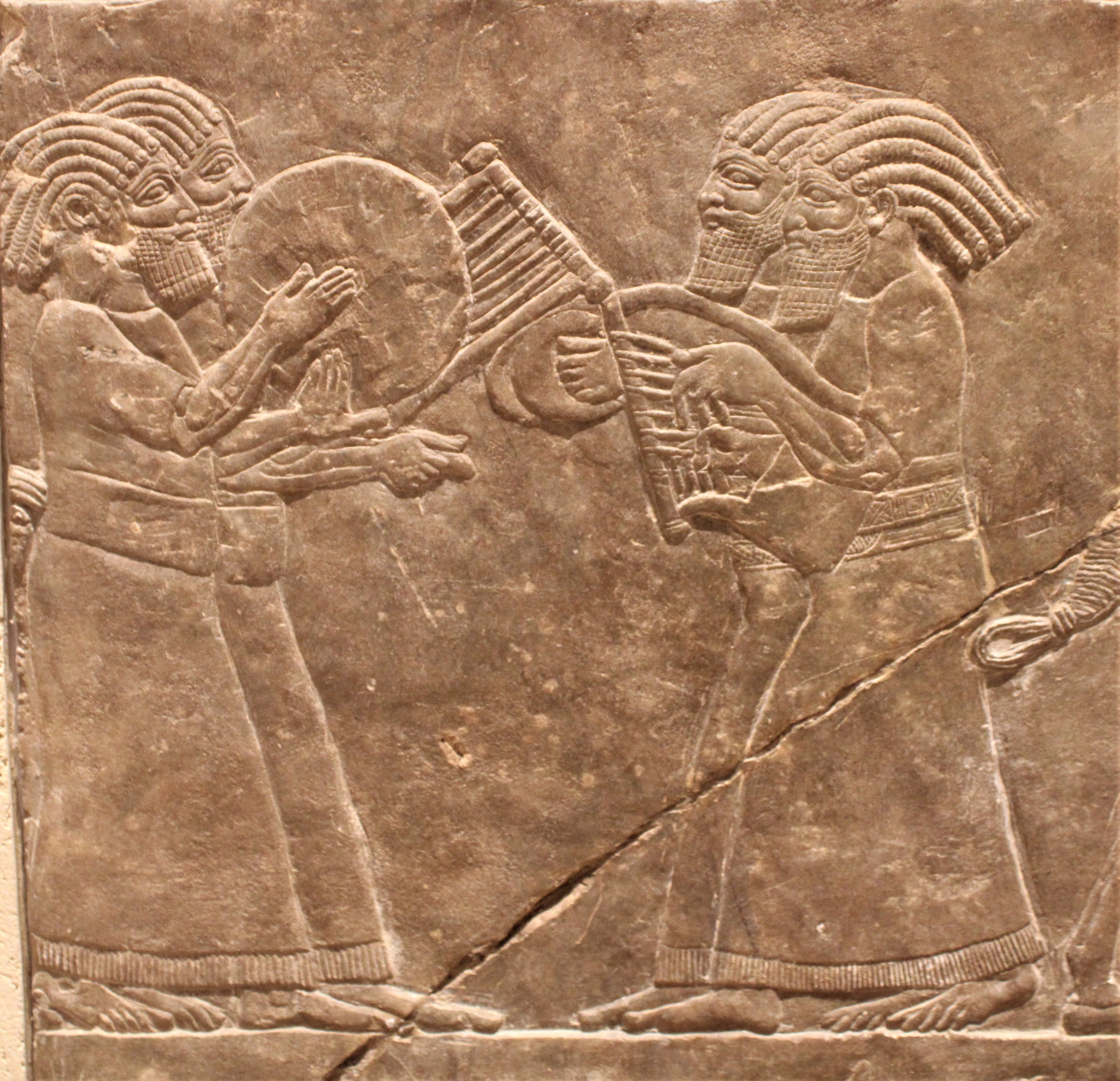
نوازندگان ارتش آشور ح. ۶۴۵ پیش از دوران مشترک. کاخ آشوربانی‌پال، نینوا.

واژه اکدی برای موسیقی، nigūtu، همچنین به معنای «خوشی» و «نشاط» بود که به خوبی توسط مُهری در لوور نشان داده شده است که صحنه‌ای آرام از یک چوپانِ در حال نواختن فلوت برای گله خود را نشان می‌دهد. موسیقی بخشی عادی از زندگی اجتماعی در بین‌النهرین بود و در بسیاری از زمینه‌های سکولار استفاده می‌شد. موسیقی نقش مهمی در مراسم تشییع جنازه، در میان خانواده سلطنتی، ایفا کرد و همچنین در رابطه با ورزش و سکس به تصویر کشیده شد. ترانه‌های عاشقانهٔ بین‌النهرین، که نشان‌دهندهٔ ژانر متفاوتی از موسیقی بودند، با این وجود ویژگی‌های مشترکی با موسیقی مذهبی داشتند. اینانا و دوموزی که اغلب در موسیقی عزا به تصویر کشیده می‌شوند، به‌عنوان عاشقان الهی در آهنگ‌های عاشقانه نیز برجسته هستند و هر دو ژانر از اِمِسال، لهجه‌ای مرتبط با زنان استفاده می‌کنند. استفاده از اِمِسال توسط زنان خواننده به ترانه‌های عروسی نیز گسترش یافت، اما با گذشت زمان این نقش‌های آوازخوانی توسط اجراگران مرد، حداقل در میان نخبگان، تصاحب شد. در دورهٔ دودمان نخستین سوم، موسیقی در ضیافت‌ها به تصویر کشیده می‌شد، اما هدف نامشخص است. این جشن ممکن است «یک رویداد تقویمی منظم، مانند جشن سال نو» یا مناسبت‌ها ممکن است «توسعهٔ تمرین‌های معبد یا جشن‌های مبارزات نظامی موفق» بوده باشد.
مانند فرهنگ‌های همسایه، موسیقی بین‌النهرین نقش مهمی در نظامی‌گری ایفا کرد.

## نوازندگان

### آموزش
همانند مصر باستان، مدارس بین‌النهرین موسیقی تدریس می‌کردند. این مدارس که در هزارهٔ سوم پیش از دوران مشترک فعال بودند — در سومری با واژه ایدوبا شناخته می‌شدند — عمدتاً برای آموزش کاتبان و کاهنان بودند.
در قرن هجدهم پیش از دوران مشترک، یک مدرسه موسیقی نوپا در ماری وجود داشت که ممکن است در آن، موسیقیدان‌های جوان به عمد نابینا شده باشند. این حقیقت که بین‌النهرینیان کوری را با نوازندگی مرتبط می‌کنند در ادبیات بیان شده است. گابای می‌نویسد: «در اسطوره سومری انکی و نینماه، الهه نینماه موجودات مختلف بشری را خلق می‌کند و سرنوشت آنها توسط خدای انکی تعیین می‌شود. وقتی نینماه یک فرد نابینا را خلق می‌کند، انکی «هنر نوازنده» را به او اختصاص می‌دهد. متون نشان می‌دهد که تعداد نامتناسبی از نوازندگان بین‌النهرین نابینا بوده‌اند.
در خارج از کلاس، موسیقی از طریق کارآموزی فرد به فرد آموزش داده می‌شد. نوازندگان زن و مرد هر دو آموزش می‌دیدند، که برخی از آنها با معلمان خود زندگی می‌کردند.

### نقش اجتماعی
متن‌های به زبان سومری و اکدی در مورد نقش نوازندگان در جامعه، بینشی ارائه می‌دهند. دو گونهٔ متفاوت از نوازندگان شناخته شده است: گالا و نار.

## سازها

### الوهیت سازها
آلات موسیقی ارتباط نزدیکی با دین بین‌النهرین داشتند و برخی از آنها به عنوان خدایان خرُد در نظر گرفته می‌شدند: واسطه‌هایی که می‌توانستند به کاهن کمک کنند تا با خدای اصلی ارتباط برقرار کند.

## تئوری موسیقی
مجموعه‌ای از هزاران لوح گلی باقی‌مانده جزئیاتی در مورد تئوری موسیقی بین‌النهرین باستان ارائه می‌دهد.

## تاثیر

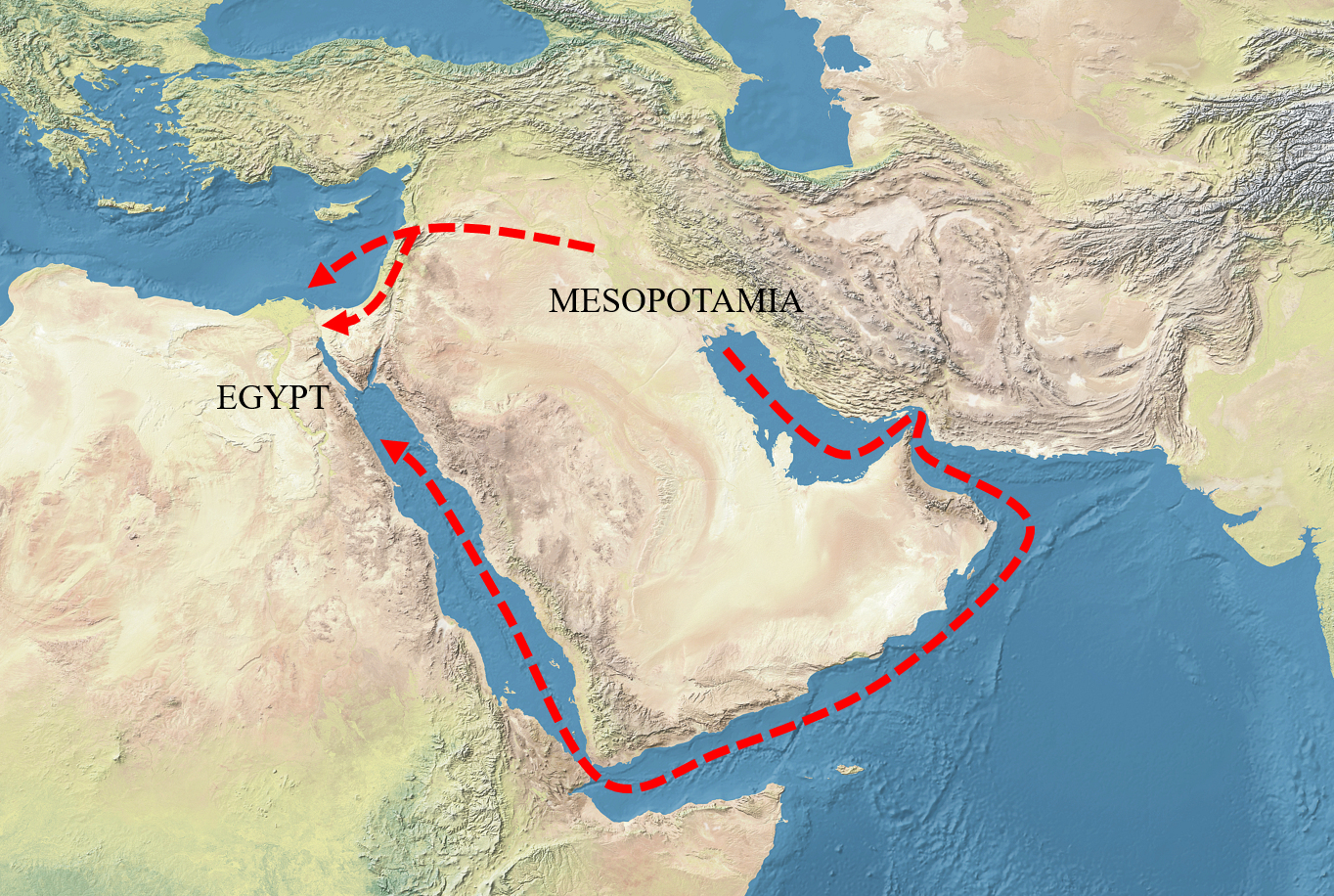
راه‌های تجاری بین‌النهرین-مصر

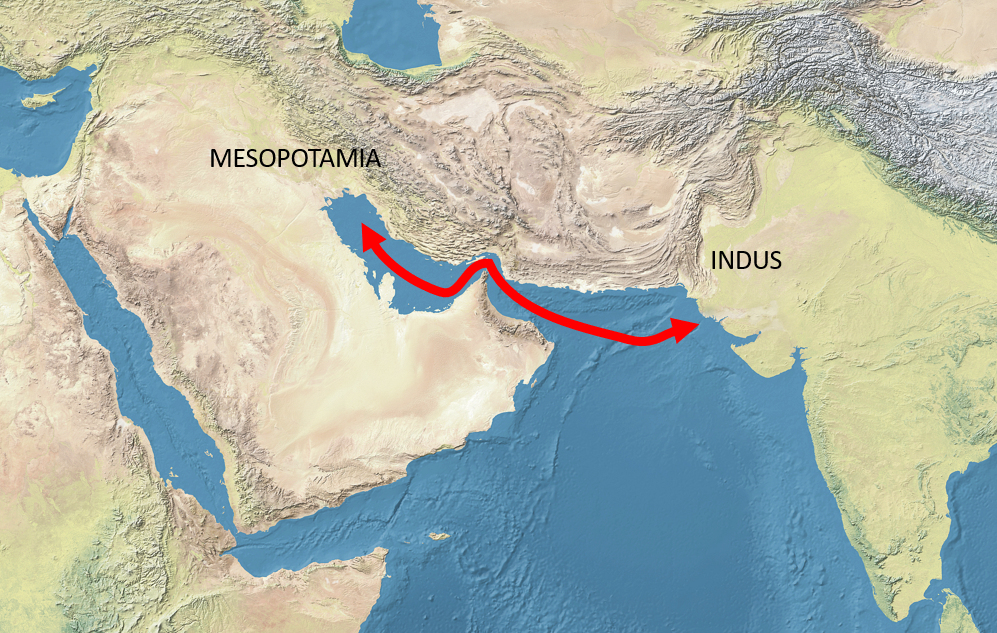
راه‌های تجاری بین‌النهرین-دره سند

موسیقی بین‌النهرین تأثیری پایدار و گسترده بر تاریخ موسیقی گذاشت. مسیرهای تجاری اجازهٔ جریان آزاد آلات موسیقی را می‌داد، در حالی که آموزش کلاسیک، تئوری و بینش موسیقی بین‌النهرین را گسترش داد. از سال ۱۳۰۰ پیش از دوران مشترک به بعد، نوازنده-کاهنان رسته تشکیل دادند و در کالجِ معبدی اسکان داده شدند و توجه فکری را از سراسر منطقه به خود جلب کردند. بحرین، با  فرهنگ مستقل خود، هم با تمدن دره سند در جنوب شرقی و هم با بین‌النهرین در شمال ارتباط داشت. در طول بسیاری از تاریخ باستان، مصر، اسرائیل، فنیقیه، سوریه، بابل، آسیای صغیر، ایتالیا و یونان با هم چیزی را تشکیل دادند که کلر پولین موسیقی‌شناس آن را «ولایت موسیقیایی که در آن آمیزش آزاد باعث ایجاد تفاهم در مبادله موسیقی می‌شد». پیتر ون در مروی موسیقی‌شناس می‌نویسد:

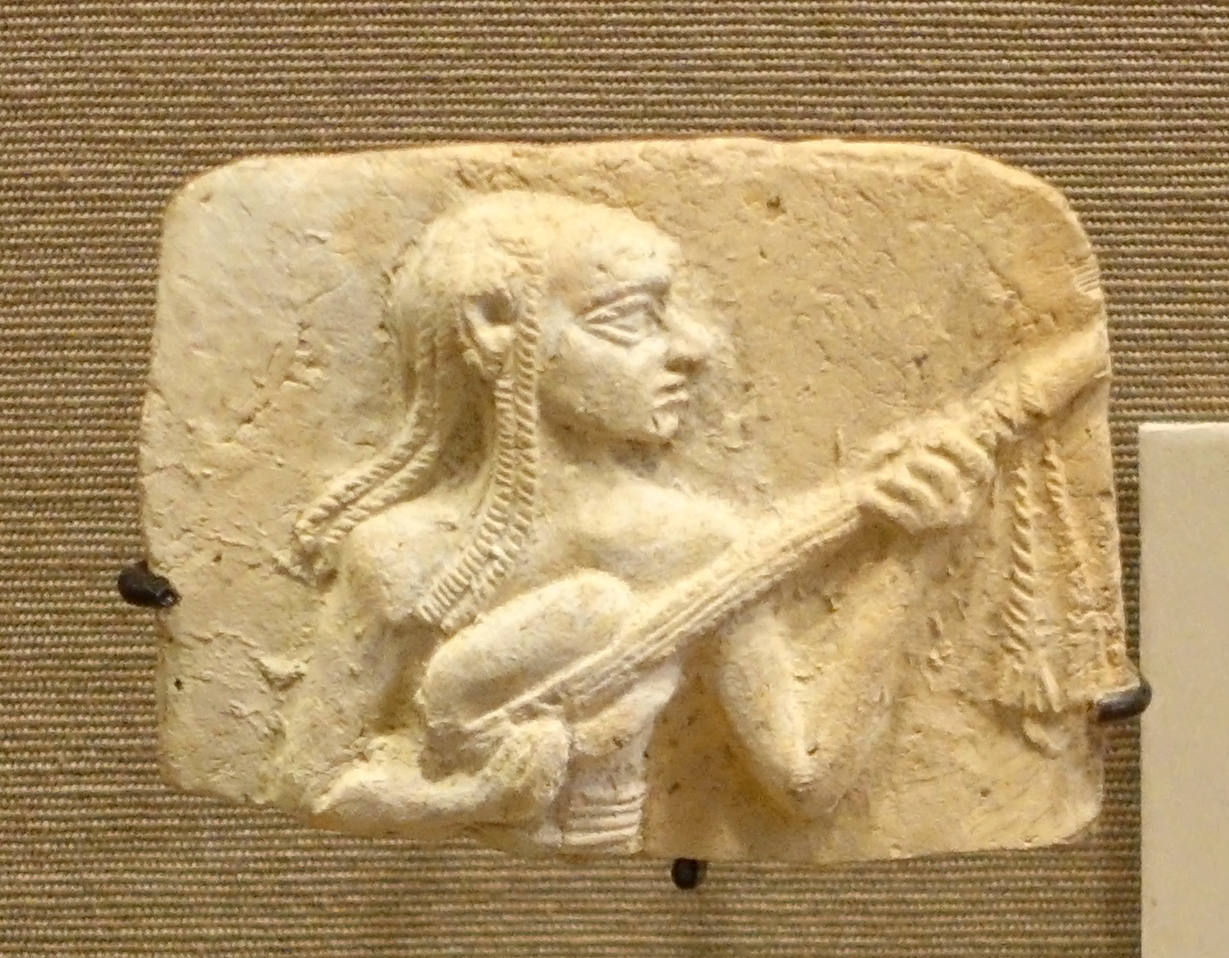
لوحهٔ نشان‌دهندهٔ نوازنده‌ای در حال نواختن لوت، دورهٔ ایسین-لارا ۲۰۰۰ تا ۱۶۰۰ پیش از دوران مشترک. لوح پخته، موزهٔ موسسهٔ شرق‌شناسی، دانشگاه شیکاگو

لوت یا sinnitu، ممکن است از بین‌النهرین سرچشمه گرفته باشد، یا ممکن است از مناطق اطراف، مانند هیتی‌ها، هوری‌ها یا کاسیان، یا از غرب توسط مردم کوچ‌نشین دشت‌های نیمه بیابانی سوریه مرسوم شده باشد. این ساز تقریباً همزمان با ساز مشابهی در مصر (nefer)، در بین‌النهرین ظاهر شد. این ساز در سراسر خاور نزدیک به نام تنبور معروف شد، و با pan-tur سومری، pandoura یونانی، balalaika روسی، تار گرجی و عود عربی قابل مقایسه است. فلوت عبری (halil) از کلمه اکدی hal-hallatu گرفته شده است. لیرهای معاصر در شرق آفریقا و لوت‌های غرب آفریقا بسیاری از ویژگی‌های سازهای بین‌النهرینی را حفظ کرده‌اند. چنگ‌های بین‌النهرینی در غرب تا مدیترانه و در شرق تا آسیا پراکنده شدند. نفوذ بین‌النهرین باستان در فرهنگ سریانی را می‌توان در آلات abbūḇā (سریانی: ܐܒܘܒܐ‎)، ṭaḇlā (سریانی: ܛܒܠܐ‎)، p(ə)laggā (سریانی: ܦܠܓܐ‎)، qarnā (سریانی: ܩܪܢܐ‎) و zemmōrā مشاهده کرد.
دالسیمر در سراسر جهان گسترش یافت و انواع و مشتقات آن در ایران به سنتور، در مکان‌هایی که اسلام نفوذ دارد (مثلاً مصر، گرجستان، یونان، هند و اسلوونی) با عنوان senterija؛ در چین و هند به عنوان yang-ch’in؛ در مغولستان به عنوان youchin؛ در کره به عنوان yanggûm؛ در تایلند به عنوان kim؛ در اروپای شرقی به عنوان kim balon؛ در اروپای غربی به عنوان tympanon؛  در بریتانیا، آمریکای شمالی، و نیوزیلند به عنوان dulcimer (در صورت ضربه زدن) یا psaltery (در صورت کشیدن) معروف است. در حالی که یک ساز از خانواده دالسیمر معمولاً از بدنهٔ جعبهای با سوراخ های صوتی تشکیل شده است، مشتقات آن شامل تغییرات در اندازه بدنه، طول سیم، و کشش سیم، در میان ویژگیهای دیگر است. انواع دالسیمر در موسیقی کلاسیک ایرانی برجسته است.
آموزش کلاسیک همچنین به انتشار ایده‌های موسیقیایی کمک کرد. سیستم موسیقی بین‌النهرین بخشی از برنامهٔ درسی آموزش کلاسیک را تشکیل می‌داد که کاتبان، کاهنان و دیگر متخصصان تحصیلکرده آن را طی می‌کردند، و مراکز عمدهٔ موسیقی بین‌النهرین در معابد بابل، سیپار ، نیپور و ارخ وجود داشت. این مراکز موسیقی در جهان غرب شهرت یافتند و توجه یونانیان از جمله فیثاغورثیها را به دلیل دستاوردهای موسیقیایی خود علاوه بر دستاوردهای ریاضیات و نجوم به خود جلب کردند. این آموزش کلاسیک در طول هزاره دوم پیش از دوران مشترک در خارج از بین‌النهرین گسترش یافت و این سیستم‌های موسیقی نشان‌دهندهٔ زبان مشترکی بودند که شهرهای خارج از بین‌النهرین می‌توانستند با شرایط محلی خود به صورت تلفیقی با آن سازگار شوند.
به عنوان مثال، سفال‌ها در مدیترانه و خاور نزدیک، یک موتیف کلیشه‌ای مشترک را نشان می‌دهد — یک گروه موسیقی معمولی که در سراسر منطقه می‌توانند دیده شوند، متشکل از لیر، پایپ دوتایی و سازهای کوبه‌ای. تغییرات در این موتیف نشان‌دهندهٔ اقتباس محلی است، به عنوان مثال در یونان باستان، لیرهای نامتقارن سامی غربی با سازهای هلنیستی جایگزین شده است. اصطلاحات موسیقیایی در ارتباط با اعمال مذهبی نیز ظاهر می‌شوند. لوگوگرام سومری برای «گالا» (kalû در اکدی) در میان حتیان ظاهر شد، جایی که این کلمه همچنین یک نوازنده-کاهن — نوعی درامر — را مشخص می‌کرد و در هیتی به صورت šahtarili تلفظ می‌شد. در حالی که گالا و šahtarili هم نوازنده و هم کاهن بودند، با این حال یکسان نبودند. کاهنان سومری با نام گالا، غالباً با یک دستهٔ جنسیت سوم مرتبط بودند، در حالی که šahtarili معمولاً مرد بودند. علاوه بر این، هیچ همتای حتی برای ایشتار وجود نداشت — این دو گونه از کاهنان در پرستش دو پانتئون مجزا مشارکت داشتند.

### ایران
ایرانیان مانند بین‌النهرینی‌ها موسیقی را به آسمان‌ها وصل کردند. بو لاورگرن یک مُهر ایرانی اولیه را توصیف می‌کند که یک چنگ را بالای سر الهه‌ای به تصویر می‌کشد و نتیجه می‌گیرد: «چنگ و آیین آنقدر به هم مرتبط بودند که نشان دادن نوازنده غیرضروری بود». با این وجود، آنها یکسان نیستند — در حالی که چنگ‌های نشان داده شده شبیه چنگ‌های بین‌النهرین بودند، آنها در یک محیط سکولار و پیچیده‌تر استفاده می‌شدند. لیرهای با سرگاو نیز میراثی را نشان می‌دهند. آنها ابتدا در بین‌النهرین شکوفا شدند اما به شوش گسترش یافتند و در آنجا ارتباط قوی خود را با حیوانات حفظ کردند. اولین لوتها در سال ۲۳۰۰ پیش از دوران مشترک در بین‌النهرین ظاهر شد؛ ۱۰۰۰ سال بعد لوت‌ها به ساز محبوب ایران تبدیل شد. اجرای آوازهای اشکانی امروزه در ایران ادامه دارد. ایران نیز به نوبه خود بر یونانیان، اعراب و هندیان تأثیر گذاشت.

## یادداشت
1. ↑  قدیمی‌ترین واژهٔ شناخته‌شدهٔ سومری برای «کوری»  “igi-nu-du8 است.[۱۶]